# Ray Tolbert
Pour les articles homonymes, voir Tolbert.
Ray Tolbert, né le 10 septembre 1958 à Anderson (Indiana), est un joueur américain de basket-ball.

## Biographie
En 1977, il est sélectionné All American et Mr. Basketball of Indiana et choisit de rejoindre les Hoosiers de l'Indiana dirigés par Bobby Knight. Il dispute les Jeux panaméricains de 1979 et y remporte une médaille d'or dans une équipe dirigée également par Bobby Knight comprenant le futur Celtics Kevin McHale, le futur Rockets Ralph Sampson, son coéquipier et futur Pistons Isiah Thomas ainsi que le futur limougeaud Michael Brooks. Avec Indiana, il est élu MVP of the NIT en 1979, est deux fois champion de Big Ten, une fois MVP de la Big Ten, une fois dans le second meilleur cinq NCAA. Durant son année senior, lui et les autres titulaires  Landon Turner, Isiah Thomas, Randy Wittman et Ted Kitchel  remportent le championnat NCAA. En carrière, il cumule 11,2 points à 52,9 % et 6,9 rebonds en 127 rencontres.
Il est choisi au premier tour de la Draft 1981 de la NBA au 18e rang par les Nets du New Jersey, choix résultant d'un transfert réalisé le 5 août 1981 impliquant les Spurs de San Antonio. Il dispute cinq saisons en NBA pour six franchises : les Nets, les SuperSonics de Seattle, les Pistons de Détroit, les Knicks de New York, les Lakers de Los Angeles et les Hawks d'Atlanta. Il inscrit un total de 928 points et 609 rebonds en 261 rencontres.
Il ne joue que 12 matches pour les Nets puisqu'il est envoyé aux Sonics dès le 25 novembre 1981 avec un futur second de la Draft 1984 de la NBA (qui sera Danny Young) en échange de James Bailey pour 52 matches en 1981-1983, puis 45 matches en 1982-1983 dont ses deux seules titularisations en NBA. Le 13 février 1983, il figure dans un transfert impliquant trois formations qui l'envoie aux Pistons (28 matches en 1982-1983 puis 49 matches en 1983-1984), franchise qu'il quitte 23 octobre 1984.
Quittant la NBA pour plusieurs années, il joue une saison en Italie au Reyer Venezia, puis joue pour différentes équipes de CBA.
Le 9 octobre 1987, il est rappelé en NBA par les Knicks de New York qui le libèrent le 9 décembre 1987 après 11 matches. Trois jours plus tard, il est engagé par les Lakers de Los Angeles qui le gardent pour 14 matches jusqu'au 14 mars 1988 ne finissant pas la saison qui verra les Lakers devenir champions NBA. La saison suivante, le 6 octobre 1988, il commence sa dernière saison NBA avec les Hawks d'Atlanta pour 50 matches. Il retourne alors en Europe, une saison en Italie avec Aurora Desio puis une autre en Espagne avec Unicaja Málaga (2 matches à 12,5 points et 10,5 rebonds de moyenne). Il quitte la compétition sur une ultime saison CBA avec Fort Wayne Fury.
Après sa carrière, il revient dans son état national à Fishers. Il mène Frankfort High School à deux titres de l'État et un titre de champion national où il devient entraîneur des Anderson Champions (ABA) pour la saison 2006-2007, puis comme assistant-entraîneur de Fishers High School.

## Palmarès
- Médaille d'or aux  Jeux panaméricains de 1979
- Champion NIT (1979)
- Champion NCAA (1981)

## Distinctions personnelles
- McDonald's All American (1977)
- MVP du NIT (1979[5])
- Second cinq défensif de CBA (1986[7])
- Sélectionné au CBA All-Star Game (1987[7])
- Membre du Indiana Basketball Hall of Fame[8]